# Delphinium montanum
Espèce
Classification phylogénétique
Delphinium montanum ou Dauphinelle des montagnes  ou Pied d'alouette des montagnes, est une espèce de plante herbacée vivace du genre Delphinium, de la famille des Renonculacées.

## Description
L'espèce est mentionnée pour la première fois dans le Tome 5 (Volume 6)  de la Flore française d'Augustin-Pyramus de Candolle, paru en 1815. Elle est alors considérée comme une variante de Delphinium elatum. On y trouve les informations suivantes :
« D. elatum L. - var. montanum DC. - RR pâturages frais, bord des eaux, région alpine inf. :chaîne frontière, versant français (val. d'Eyne aux fours à chaux, roc de l'Aigle) et espagnol (sous la Porteille de Mantet). »
En 1897, Gaston Gautier en donne la description suivante dans sa Flore française : « Dauphinelle de montagne - Delphinium montanum. Toute la plante est couverte, même sur les calices et les ovaires, d'un duvet court et serré ; la tige est droite, ferme, feuillée, terminée par une grappe droite simple, et émettant des aisselles quelques rameaux stériles ; les feuilles sont pétiolées, palmées, à 5 lobes très-profonds, incisés, dentés et pointus ; les fleurs sont bleues, munies à leur base d'un éperon d'abord droit, puis subitement crochu, et souvent bifide au sommet ; caractère qui distingue très-bien cette espèce de toutes ses voisines, qui ont comme elle 3 styles, et les pétales bifides barbus en dedans. Elle croit à la val d'Eyne dans les Pyrénées orientales. » .

## Répartition

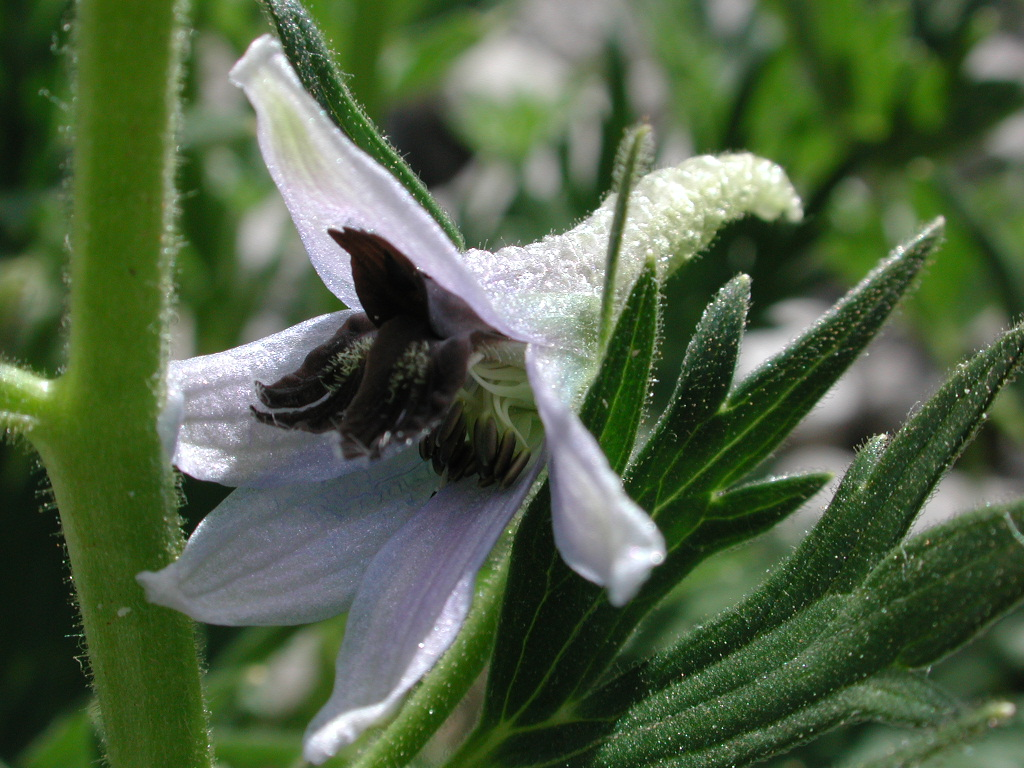
Delphinium montanum

En France, Delphinium montanum est présente en étage alpin, uniquement dans la vallée d'Eyne, dans les Pyrénées-Orientales.
Dès 1815, sa présence est aussi remarquée dans le même massif un peu plus à l'est, au niveau du col frontalier de la Portella de Mentet (2 412 m), sur le versant espagnol et donc sur le territoire de Setcases, et confirmée en 1897.
Au cours du XXe siècle, sur ces zones, sont recensés une dizaine de sites où l'on trouve cette espèce, les plus importants étant la vallée d'Eyne (versant français) et les environs de Bastanist dans la Serra del Cadí (versant espagnol). En 2014, deux nouveau sites importants sont localisés, distants l'un de l'autre de 500 m et situés également dans la Serra del Cadí à une altitude de 2 340 à 2 400 mètres, l'un juste au nord du Portell de Cadí et l'autre au sud-ouest de la Torreta de Cadí, sur terrains calcaires. Une analyse des populations de ces deux sites relève 4 600 individus, dont 40 à 50% de reproducteurs, avec une dégradation observée de 90% des fleurs, attribuée aux isards, pourtant relativement peu nombreux à cet endroit.

## Synonymes
Les synonymes de Delphinium montanum sont les suivants :
- Delphinium elatum subsp. montanum (DC.) Nyman, 1878
- Delphinium elatum var. montanum (DC.) Rouy & Foucaud, 1893
- Delphinium montanum var. bracteosum DC., 1817